# Cascade du Bubalafels
La cascade du Bubalafels est une chute d'eau du massif des Vosges située sur la commune de Moosch dans le Haut-Rhin.

## Géographie
Elle se situe après la rue de la mine d'argent, à côté d'un petit ruisseau. Pour y accéder, il faut emprunter un sentier qui démarre au croisement d'une fontaine à côté d'un pont.